# Sclerotinia-Gemycircularvirus 1
Sclerotinia-Gemycircularvirus 1 (englisch Sclerotinia gemycircularvirus 1 alias Sclerotinia sclerotiorum hypovirulence-associated DNA virus 1, SsHADV-1, SSHDV1; Spezies Gemycircularvirus sclero1) ist ein Virus aus der Familie Genomoviridae einzelsträngiger DNA-Viren mit einem zirkulären Genom, das den Pilz Sclerotinia sclerotiorum infiziert, einen Pflanzenschädling aus der Gattung der Sklerotienbecherlinge, der die Weißstängeligkeit beim Raps auslöst.
Der Gattungsname Gemycircularvirus ist dabei eine Zusammenziehung aus Gemini-like myco-infecting circular virus.
Zwar sind etliche Spezies von Viren bekannt, die Pilze befallen (Mykoviren), jedoch ist dieses das erste DNA-Virus mit einem Pilz-Wirt.
Viren der Linie Sclerotinia sclerotiorum hypovirulence associated DNA virus 1 (SsHADV-1), infizieren den Stamm DT-8 von S. sclerotiorum.
Eine Infektion mit diesem Virus verringert die Virulenz dieses Pilzes. Der Mechanismus dieses Effekts ist nicht bekannt.

## Aufbau

### Virionen

Schemazeichnung eines Virions von Sclerotinia-Gemycircularvirus 1 (SsHADV-1), Querschnitt und Seitenansicht

Die Virusteilchen (Virionen) dieser Spezies sind isometrische Partikel mit einem Durchmesser von 20–22 nm. Das Kapsid besteht aus einem viralen Kapsidprotein (englisch viral capsid protein, viral coat protein, VCP oder nur CP, siehe auch Kapsomer). Da die Virionen unbehüllt sind, fehlen Hüllproteine (en. envelope proteins).

### Genom

Genomkarte der Spezies Sclerotinia-Gemycircularvirus 1

Das Genom besteht aus einem einzigen Segment (monopartit) und hat eine Länge von 2166 nt (Nukleotiden). Das Genom kodiert nur zwei Proteine, dabei ist die Polarität (Virologie) gemischt: es gibt einen Abschnitt (englisch open reading frame, ORF) mit positiver und einen mit negativer (komplementärer) Polarität. Diese sind jeweils durch Zwischengenregionen (englisch intergenic regions, IRs) verknüpft. Die größere (large intergenic region, LIR) hat 133 nt, die kleinere (small intergenic region, SIR) hat 119 nt.
Die beiden kodierten Proteine sind das Kapsidprotein (CP) und eine Replikase (englisch replication initiation protein, replication-associated protein, Rep). Das Rep startet und beendet die Rolling-Circle-Replikation. Die Transkription erfolgt bidirektional ausgehend von der LIR, die dazu zwei divergierende Promotoren enthält.

## Übertragung
Eine Übertragung des Virus SsHADV-1 ist direkt möglich oder durch pilzfressende Insekten als Vektoren. Offenbar kann das Virus Nutzpflanzen gegenüber Schaden durch Pilzbefall mit S. sclerotiorum schützen, es scheint sogar, dass der virusinfizierte Pilz die Widerstandskraft der Pflanzen insgesamt sogar stärkt. Dies wurde beobachtet, wenn eine Suspension von Hyphenfragmenten des SsHADV-1-infizierten Stammes Ep-1PNA367 in der Vollblütephase von Raps angewendet wurde.
Die Autoren sehen darin ein großes Potential für die Landwirtschaft weltweit.

## Systematik
Die Virusspezies ist offenbar mit Mitgliedern der Familie Geminiviridae verwandt, unterscheidet sich jedoch von diesen. Im Gegensatz zu den Geminiviren besitzt dieses Virus kein Movement-Protein (englisch movement protein).
Sie wurde vom International Committee on Taxonomy of Viruses (ICTV) offiziell als Typusspezies der Gattung Gemycircularvirus unbehüllter Viren festgelegt und mit dieser in die neue Familie Genomoviridae eingeordnet.
Die Genomoviridae und die Geminiviridae, zu der einige bekannte Pflanzenviren wie das Maize Streak Virus gehören, sind damit Schwesterfamilien innerhalb der neuen Ordnung Geplafuvirales, in der die gesamte Verwandtschaftsgruppe (Klade) zusammengefasst ist.
Nach ICTV, Master Species List #39v2 (Mai 2024), ist die äußere Systematik wie folgt:
- Ordnung Geplafuvirales

- Familie Geminiviridae

- Gattung Mastrevirus

- Spezies Maize Streak Virus (Typus)

- Familie Genomoviridae

- Gattung Gemycircularvirus mit offiziell insgesamt 126 Spezies

- Spezies Gemycircularvirus sclero1 (ehem. Typus)

- Sclerotinia gemycircularvirus 1 alias Sclerotinia sclerotiorum hypovirulence-associated DNA virus 1 (SsHADV-1, SSHDV1)

- ca. 30 weitere vorgeschlagene Spezies nach NCBI

- Gattung Gemyduguivirus
- Gattung Gemygorvirus
- Gattung Gemykibivirus
- Gattung Gemykolovirus
- Gattung Gemykrogvirus
- Gattung Gemykroznavirus
- Gattung Gemytondvirus
- Gattung Gemytripvirus
- Gattung Gemyvongvirus